# Hans Kaufmann

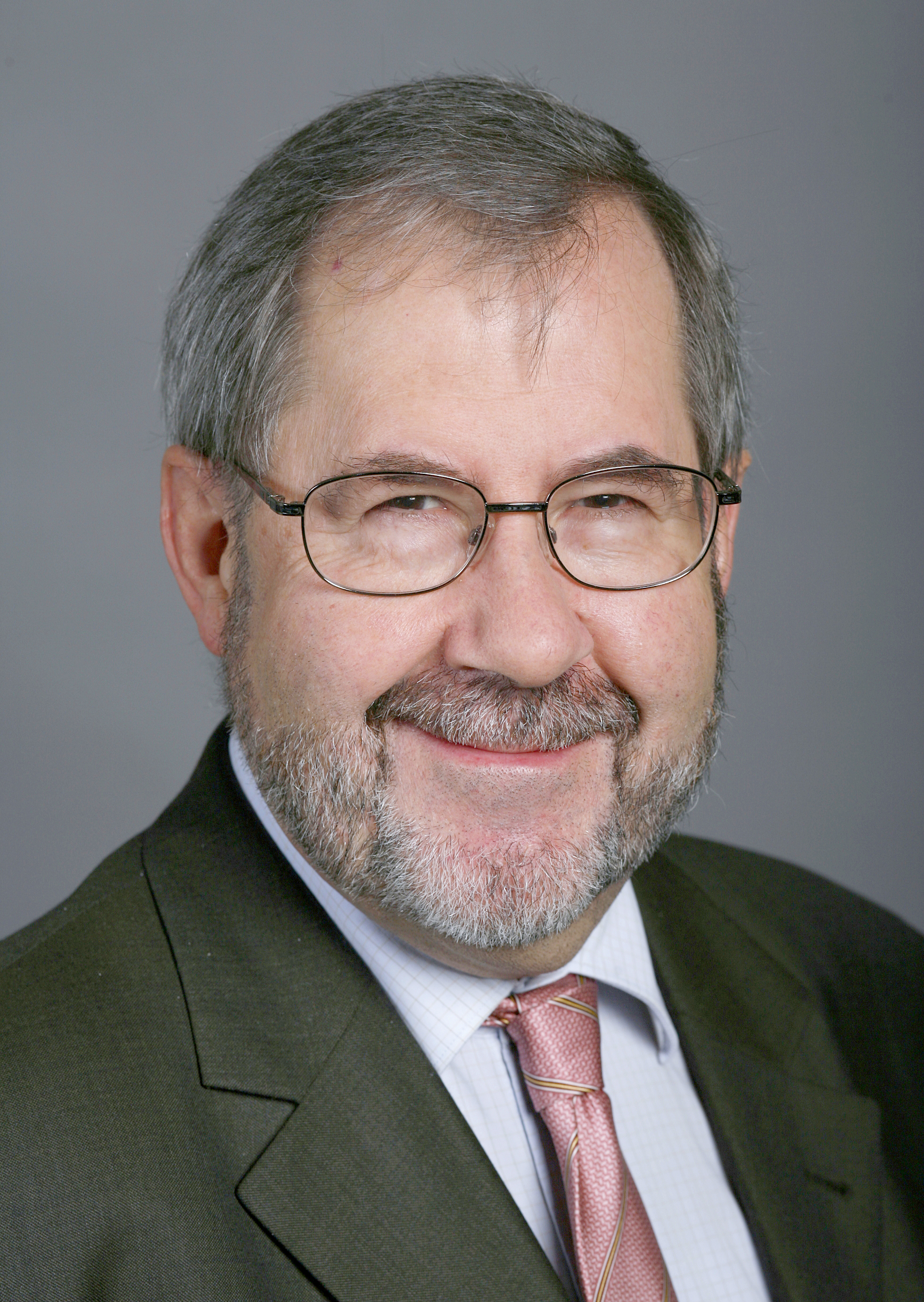
Hans Kaufmann (2007)

Hans Kaufmann (Ettiswil, 13 de junio de 1948) consultor y político suizo del partido Unión Democrática de Centro. Fue elegido miembro del Consejo Nacional de Suiza en 1999 en el Cantón de Zúrich. 
Tiene un máster en economía por la Universidad de Zúrich y ha trabajado como consultor en firmas como Kidder, Peabody & Co.. 
Está casado con Jana Kaufmann y son padres de dos hijos. Reside en Wettswil am Albis desde 1994. 